# 岡山県立岡山工業高等学校
岡山県立岡山工業高等学校（おかやまけんりつ おかやまこうぎょうこうとうがっこう）は、岡山県岡山市北区伊福町四丁目に所在する県立工業高等学校。通称は「岡工」（おかこう）。

## 概要
1901年（明治34年）に岡山県立工業学校として開校。岡山県下はもとより、中国地方で屈指の歴史を持つ。
1948年（昭和23年）に創部されたラグビー部は、全国高校ラグビー大会に6回出場し、ベスト8の実績がある。また1975年（昭和50年）に創部された自転車競技部は、全国高等学校総合体育大会自転車競技（インターハイ）において、のべ27名の入賞実績がある。また全国大会での優勝者は2名である。

## 学科
- 機械科
- 土木科
- 化学工学科
- デザイン科
- 建築科
- 情報技術科
- 電気科

## 教育方針
日本国憲法及び教育方針法の精神に則り、神格の完成をめざし、平和な国家及び社会の形成者として必要な資質を養い、公共の福祉に貢献する有為な工業人を養成することを目的とし、次の諸点を重視する。
- 自主的活動を重んじ、個人能力の最大限の発達を図ること。
- 現代社会についての理解を深め、進んで社会に貢献するよう導くこと。
- 幅広い教養を身につけさせ、明朗闊達で常識に富む人を育成すること。
- 「誠実勤勉」を旨とし、創造性を養い、工業的知識技能を身につけさせること。

## 校訓
- 誠実勤勉

## 沿革
- 1901年（明治34年） - 文部省は、工業学校規定に基づき、岡山県立工業學校の設置を認可する。
- 1902年（明治35年） - 岡山市南方に校舎を竣工。開校する。
  - 機械・土木・染織の3科を置く
- 1914年（大正3年） - 文部省は、従弟学校規定に基づき、岡山市立工藝學校の設立を認可する。
  - 木工・金工・塗工の3科を置く
- 1934年（昭和9年） - 文部省より命ぜられ、シカゴ1世紀博覧会に「竹製漆塗電気スタンド」他5点の作品を出展する。[2]
- 1944年（昭和19年） - 岡山県立工業學校の校名を岡山県第一工業学校に改称する。
- 1944年（昭和19年） - 航空機科を新設する。
- 1945年（昭和20年） - 航空機科を機械科に変更する。
- 1945年（昭和20年） - 岡山空襲により、実習棟などが焼失する。
- 1948年（昭和23年） - 学制改革により、岡山県第一工業学校が、岡山県立岡山工業高等学校に改称する。
- 1949年（昭和24年） - 岡山市立工業高等学校を統合して岡山県立岡山西高等学校となる。
- 1951年（昭和26年） - 校旗を制定する。
- 1952年（昭和27年） - 校歌を制定する。
- 1953年（昭和28年） - 校名を岡山県立岡山工業高等学校に改称する。
- 1959年（昭和34年） - 校舎を岡山市上伊福に移転する。電気通信科を新設する。
- 1963年（昭和38年） - 工友会館が落成する。
- 1975年（昭和50年） - 全国高校総体陸上競技の部で優勝する。
- 1989年（平成元年） - 新制服にブレザータイプを導入する。[3]
- 2001年（平成13年） - 創立百周年記念式典を挙行する。
- 2002年（平成14年） - 創立百周年記念会館が完成する。
- 2006年（平成18年） - 第85回全国高校ラグビー大会で7年ぶりに初戦突破をする。
  - 1回戦　北見北斗高等学校（北海道） 17 - 24 岡山工業高等学校
  - 2回戦　伏見工業高等学校（京都府） 72 -　5 岡山工業高等学校
- 2011年（平成23年） - 創立百十周年記念式典を挙行する。
- 2021年（令和3年） - 創立百二十周年記念式典を挙行する。

## 創立以来の卒業者数
- 旧制工業学校卒業者数: 5,191人
- 工業高等学校卒業者数: 23,879人
  - 合計: 29,070人（平成25年5月1日現在）[1]

## 学校行事
- 球技大会（年1回）
- 発揮祭（年１回）
- 体育祭
- 岡工祭（2日通して行われる文化祭。2日目は一般人にも公開されている。）
- 創立記念日（年1回）

## 生徒会活動・部活動など
- 生徒会執行部

- 運動部
  - 剣道部
  - 野球部
  - ハンドボール部
  - ボクシング部
  - 柔道部
  - 卓球部
  - ソフトテニス部
  - 水泳部
  - バレーボール部
  - 山岳部
  - 陸上競技部
  - サッカー部
  - バスケットボール部
  - ラグビー部
  - 弓道部
  - テニス部
  - 空手道部
  - 自転車競技部
  - 少林寺拳法部
  - バドミントン部
- 文化部
  - 美術部
  - 放送部
  - 吹奏楽部
  - 写真部
  - 新聞部
  - 演劇部
  - 囲碁将棋部

- 同好会
  - 社会問題研究同好会
  - マイコン同好会
  - 建築研究同好会
  - 漫画総合研究同好会
  - 書道同好会
  - 電気研究同好会
  - 模型同好会
  - 機械研究同好会
  - 化学工学研究同好会
  - 測量同好会
  - デザイン研究同好会

## 著名な出身者
- 秋山一郎- 交通経済学者、神戸大学名誉教授
- 金田龍 - 映画監督
- 木下勇作 - 作家
- 国吉康雄（中退） - 洋画家
- 小谷栄次 - ガラス工芸作家
- 小林十九二 - 俳優
- 寺田克也 - 漫画家・イラストレーター
- 鳥越啓介 - ベーシスト
- 水戸岡鋭治 - インダストリアルデザイナー・イラストレーター
- 矢吹健太朗 - 漫画家
- やべみつのり - 絵本作家・紙芝居作家
- 柏野智典 - 競輪選手
- 坪井秀龍 - ラグビー選手（U-20世界ラグビー大会日本代表）
- リリー - 見取り図
- 三宅玲奈 - 女子競輪選手
- 晝田瑞希 - 女子プロボクサー（WBO女子世界スーパーフライ級王者）

## 最寄駅 (最寄りのバス停留所含む)
- JR山陽本線:岡山駅
- JR桃太郎線:備前三門駅
- 岡電バス:岡工前

## 周辺施設
- 池田動物園
- 岡山県総合グラウンド
- 岡山県立烏城高等学校
- ノートルダム清心女子大学
- 奉還町商店街